# Usturite
L'usturite (simbolo IMA: Ust) è un minerale molto raro del supergruppo del granato e del gruppo della bitikleite all'interno della classe minerale degli "ossidi e idrossidi" con la composizione chimica Ca3SbZrFe3O12.

## Etimologia e storia
Già negli anni '70, i granati dell'antimonio, tra cui l'usturite (Ca3Sb5+Zr4+Fe3+3O12), sono stati sintetizzati e studiati per le loro proprietà magnetiche.
In natura, l'usturite è stata descritta da Irina O. Galuskina e colleghi con il nome di bitikleite-(ZrFe) e riconosciuta come nuovo minerale dall'Associazione Mineralogica Internazionale (IMA) nel 2009. Inizialmente prese il nome dalla storica fortezza di Bitikle, che non era lontana dal luogo della scoperta. Nel 2013, quando il supergruppo del granato è stato riorganizzato, il minerale è stato ribattezzato usturite in onore del monte Ustur vicino alla località tipo.
Il campione tipo del minerale è conservato nel Museo Mineralogico, intitolato ad A.J. Fersman a Mosca con il numero di catalogo 3841/1 (HT).

## Classificazione
Secondo l'attuale classificazione dell'Associazione Mineralogica Internazionale (IMA), l'usturite appartiene al supergruppo del granato, dove forma il "gruppo della bitikleite" con nove cariche positive sulla posizione reticolare coordinata tetraedrica insieme a dzhuluite, bitikleite ed elbrusite.
Poiché l'usturite è stata riconosciuta come minerale indipendente solo nel 2009, non è elencata nell'8ª edizione, che è stata rivista l'ultima volta nel 1977, né nella 9ª edizione della sistematica dei minerali secondo Strunz, che è stata aggiornata l'ultima volta dall'IMA nel 2024. Anche la sistematica dei minerali secondo Dana, che viene utilizzata principalmente nel mondo anglosassone, non elenca l'usturite.
Nella Sistematica dei lapis (Lapis-Systematik) di Stefan Weiß, che è stata rivista l'ultima volta nel 2018 e si basa formalmente sull'8ª edizione della classificazione di Strunz per riguardo verso i collezionisti privati e le collezioni istituzionali, al minerale è stato assegnato il numero di sistema e minerale IV/A.07-070. Ciò corrisponde alla classe degli "ossidi e idrossidi" e quindi al dipartimento "ossidi con il rapporto di massa metallo:ossigeno = 1:1 e 2:1 e 2:1 (M2O, MO)", dove usturite insieme a bitikleite, brownmillerite, clorkyuygenite, clormayenite, dzhuluite, elbrusite, fluorkyuygenite, fluormayenite, shulamitite, srebrodolskite e tululite forma un gruppo senza nome con il numero di sistema IV/A.07.
La classificazione di Strunz (anche Strunz-mindat (2024)), invece, che è continuata dal database dei minerali "mindat.org", classifica l'usturite nella divisione degli ossidi con il rapporto di "Metallo:Ossigeno = 2:3, 3:5, e simili"; questa è ulteriormente suddivisa in base alla dimensione relativa dei cationi coinvolti, in modo che il minerale possa essere trovato nella suddivisione "con cationi di grandi e medie dimensioni" in base alla sua composizione. Qui, insieme a dzhuluite, elbrusite e monteneveite, forma un gruppo senza nome con il numero di sistema n º4.CC.32.

## Abito cristallino
L'usturite cristallizza nel sistema cubico nel gruppo spaziale Ia3d (gruppo spaziale nº 230) con 8 unità di formula per cella unitaria. Il membro finale sintetico ha il parametro reticolare a = 12,669 Å, mentre il cristallo misto naturale dalla località tipo possiede parametro a = 12,49 Å.
La struttura è quella del granato. Il calcio (Ca2+) occupa le posizioni X, che sono dodecaedriche circondate da otto ossigeni, antimonio (Sb5+) e zirconio (Zn2+), la posizione Y, che è ottaedrica circondata da sei ossigeni, e la posizione Z, che è tetraedrica circondata da quattro ossigeni, è occupata dal ferro (Fe3+).

## Chimica
L'usturite è l'analogo dello zirconio della dzhuluite e forma cristalli misti complessi principalmente con kimzeyite e l'ipotetico membro finale usturite-(Al). La composizione empirica della località tipo è:
{\displaystyle \mathrm {^{[X]}(Ca_{3,002}Th_{0,001})\,^{[Y]}(Sb_{0,776}^{5+}Zr_{0,852}^{4+}Sn_{0,269}^{4+}Ti_{0,067}^{4+}Mg_{0,010}Nb_{0,009}^{5+}Hf_{0,008}Cr_{0,002}^{3+}U_{0,015}^{6+})\,^{[Z]}(Fe_{1,548}^{3+}Al_{1,072}Si_{0,167}Ti_{0,130}^{4+}Fe_{0,080}^{2+}V_{0,002}^{5+})} }

## Origine e giacitura
L'usturite è stata rilevata solo in due siti della sua località tipo, uno xenolite di silicato di calcio proveniente da un'ignimbrite del Monte Lakargi, nella caldera di Chegem nella Repubblica caucasica settentrionale di Cabardino-Balcaria in Russia.. Si è formato qui metamorficamente per contatto nella facies sanidinitica a temperature superiori a 800 °C e a bassa pressione. L'usturite si trova qui in aggregati a grana fine di lakargiite e kimzeyite ricca di ferro, associata a cuspidina, larnite, idrogrossularia, wadalite, rondorfite, fluorite, hydroxylellestadite, minerali del gruppo dell'ettringite, perovskite, magnesioferrite, afwillite, hillebrandite, tobermorite e idrocalumite.

## Forma in cui si presenta in natura
I cristalli, che hanno una dimensione massima di 10 μm, si presentano in aggregati con lakargiite e kimzeyite ricca di ferro.